# Oreades lativentris
Oreades lativentris är en kräftdjursart som beskrevs av Albert Vandel1968. Oreades lativentris ingår i släktet Oreades och familjen Philosciidae. Inga underarter finns listade i Catalogue of Life.